# Anseán (Pontevedra)
Anseán (oficialmente Santiago de Anseán) es una parroquia española del municipio de Lalín, perteneciente a la provincia de Pontevedra, en la comunidad autónoma de Galicia.

## Historia
Hacia mediados del siglo XIX, el lugar, ya por entonces perteneciente a Lalín, tenía contabilizada una población de 120 habitantes. Aparece descrito en el segundo volumen del Diccionario geográfico-estadístico-histórico de España y sus posesiones de Ultramar de Pascual Madoz con las siguientes palabras:

ANSEAN (Santiago): felig. en la prov. de Pontevedra (10 leg.), dióc. de Lugo (10 1/2), part. jud. y ayunt. de Lalin (1): sit. sobre la márg. der. del r. Deva, con libre ventilacion y clima bastante sano. Tiene 28 casas de mediana fáb. y cómodas, repartidas en las ald. de Alen, Ansean, Santullo y Ulleiro: la igl. parr. (Santiago) es aneja de San Estéban de Barcia: confina el térm. por el N. con el de San Jorge de Cristimil, por el E. con el de Santiago de Gresande, por el S. con su matriz, y por el O. con el de San Miguel de Oleiros; su estension de uno á otro punto del horizonte será de 1/4 de leg.: el terreno, cubierto de escabrosidad y aspereza, es bastante escaso de aguas; abraza unos 1,050 ferrados, cuya mayor parte son de monte que únicamente cria leña, y pastos para toda clase de ganados: en la tierra destinada al cultivo hay algunos árboles frutales diseminados entre las hortalizas. Los caminos son locales y malos: el correo se recibe en Lalin. Prod. centeno, maiz, lino, panizo, mijo menudo, patatas, nabos y frutas, especialmente manzanas y cerezas; abunda en ganado vacuno, de cerda, lanar y cabrío: pobl.: 24 vec., 120 alm.: contr. con su ayunt. (V.)
(Madoz, 1845, p. 324)

En 2022, tenía empadronados 31 habitantes.